# Joseph W. Rettemeier

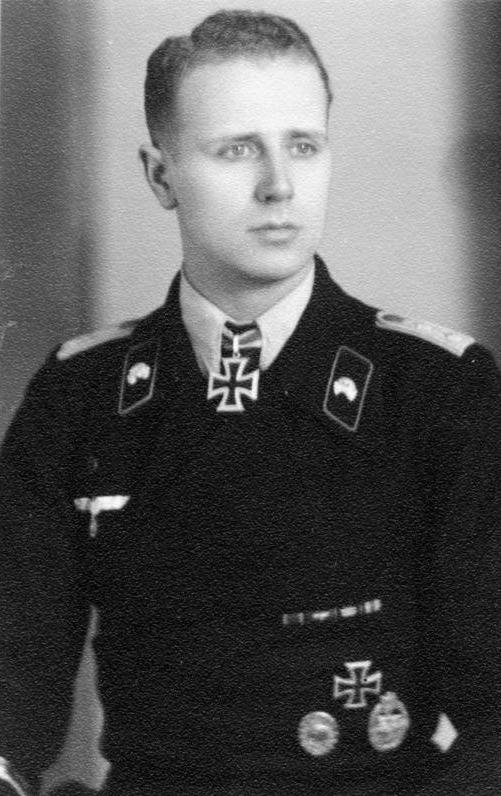
Joseph W. Rettemeier (1943)

Joseph Wilhelm Rettemeier (* 17. September 1914 in Niederdollendorf; † 19. Dezember 1997 in Bad Nauheim) war ein deutscher Offizier in der Wehrmacht und in der Bundeswehr (zuletzt Oberst) sowie Träger des Eichenlaubs zum Ritterkreuz des Eisernen Kreuzes.

## Leben
Rettemeier war im Zweiten Weltkrieg Kompaniechef in einer Panzerdivision, die überwiegend im Mittelsektor der Ostfront sowie in Afrika kämpfte, erst als Hauptmann, später als Major. 1943 wurde ihm das Ritterkreuz des Eisernen Kreuzes verliehen und 1944 das 425. Eichenlaub zum Ritterkreuz. Nach dem Krieg trat er in die Bundeswehr ein. Er war an verschiedenen Standorten Kommandeur von Panzerbrigaden und zuletzt im Rang eines Obersten der stellvertretende Kommandeur der 2. Panzergrenadierdivision in Marburg. Von 1973 bis 1975 war Rettemeier Militärberater in Taiwan. Er war Träger des Verdienstkreuzes des Verdienstordens der Bundesrepublik Deutschland 1. Klasse.
Oberst a. D. Rettemeier starb am 19. Dezember 1997 in Bad Nauheim, die Trauerrede hielt General a. D. Günter Kießling.

## Auszeichnungen
- Eisernes Kreuz (1939) II. und I. Klasse
- Panzerkampfabzeichen II. Stufe
- Verwundetenabzeichen (1939) in Gold
- Ritterkreuz des Eisernen Kreuzes mit Eichenlaub[3]
  - Ritterkreuz am 5. Dezember 1942
  - Eichenlaub am 13. März 1944 (425. Verleihung)
- Ärmelband Afrika
- Verdienstkreuz des Verdienstordens der Bundesrepublik Deutschland 1. Klasse